# Veverská Bítýška
Veverská Bítýška – miasto w Czechach, w powiecie Brno, w kraju południowomorawskim. Według stanu z 1 stycznia 2024 liczyło 3526 mieszkańców.
Miejscowość przez lata posiadała status gminy wiejskiej (cz. obec), jednak 24 września 2008 r. uzyskała status miasteczka (městys). Niecałe 10 lat później Veverská Bítýška otrzymała pełne prawa miejskie.